# کوستومووته (استان لوبلین)
کوستومووته (به لهستانی:  Kostomłoty) یک روستا در لهستان است که در گمینا کودنگ واقع شده‌است. کوستومووته  ۷۶۰ نفر جمعیت دارد.